# Shelley Conn
Shelley Conn este o actriță din Marea Britanie. S-a născut la Barnet. A urmat cursurile de actorie ale Bretton Hall. A făcut școala la Cranbourne și Basingstoke Hampshire. În prezent trăiește în Londra și îl are iubit pe Jonathan Kerrigan. Este o mare iubitoare a sportului, iar în 2006 a alergat la Maratonul Londrei. După terminarea facultății a avut câteva roluri în mai multe filme britanice, printre care Down to Earth, o producție BBC. În 2001 a câștigat rolul Miriam Da Silva din serialul Mersey Beat, dar și un altul în filmul Casualty. În ambele a jucat alături de iubitul său. În 2002 s-a mutat de la Royal Shakespeare Company la teatrul Gielgud și a jucat în trei dintre producțiile montate acolo. În prezent joacă atât în filme de televiziune, cât și în producții pentru marele ecran sau pentru scenă. Este o actriță obișnuită a tuturor producțiilor BBC. În anul 2008 a jucat în Miranda Hill din filmul The Palace, ca Jessica din Mistresses dar și ca Neela Sahjani din Trial and Retribution. În 2011 va juca în superproducția regizată de Steven Spielberg, Terra Nova.